# 小行星7671
小行星7671（7671 Albis）是一颗绕太阳运转的小行星，为主小行星带小行星。该小行星于1995年10月22日发现。

## 轨道参数
小行星7671的轨道半长轴为2.1939121 UA，离心率为0.138。